# Alternative Tentacles
Alternative Tentacles és un segell discogràfic independent californià fundat el 1979 a San Francisco. Va ser creat pel grup Dead Kennedys per a la producció del seu senzill de debut «Califòrnia Über Alles».
Després de conèixer el potencial d'un segell independent, també va publicar discos per a altres bandes. El guitarrista de Dead Kennedys, East Bay Ray, i el vocalista Jello Biafra van formar conjuntament Alternative Tentacles, tot i que Biafra va esdevenir-ne l'únic propietari a mitjans dels anys 1980. Alternative Tentacles no té els drets dels enregistraments de Dead Kennedys després d'una demanda del 2000.

## Artistes en catàleg
- 7 Seconds
- Alice Donut
- ArnoCorps
- Bad Brains
- Black Flag
- Blowfly
- Brujeria
- Dead Kennedys
- D.O.A.
- Flipper
- Half Japanese
- Howard Zinn
- Hüsker Dü
- Jello Biafra
- Jello Biafra and the Guantánamo School of Medicine
- Jucifer
- Leftöver Crack
- Los Gusanos
- MDC
- Melvins
- Neurosis
- Noam Chomsky
- Nomeansno
- Pansy Division
- Ratos de Porão
- SNFU
- Subhumans
- Tommy Guerrero
- Toxic Reasons
- T.S.O.L.
- Tsunami Bomb
- Unsane
- Victim's Family
- White Trash Debutants
- The Yuppie Pricks